# Klingelbeutel

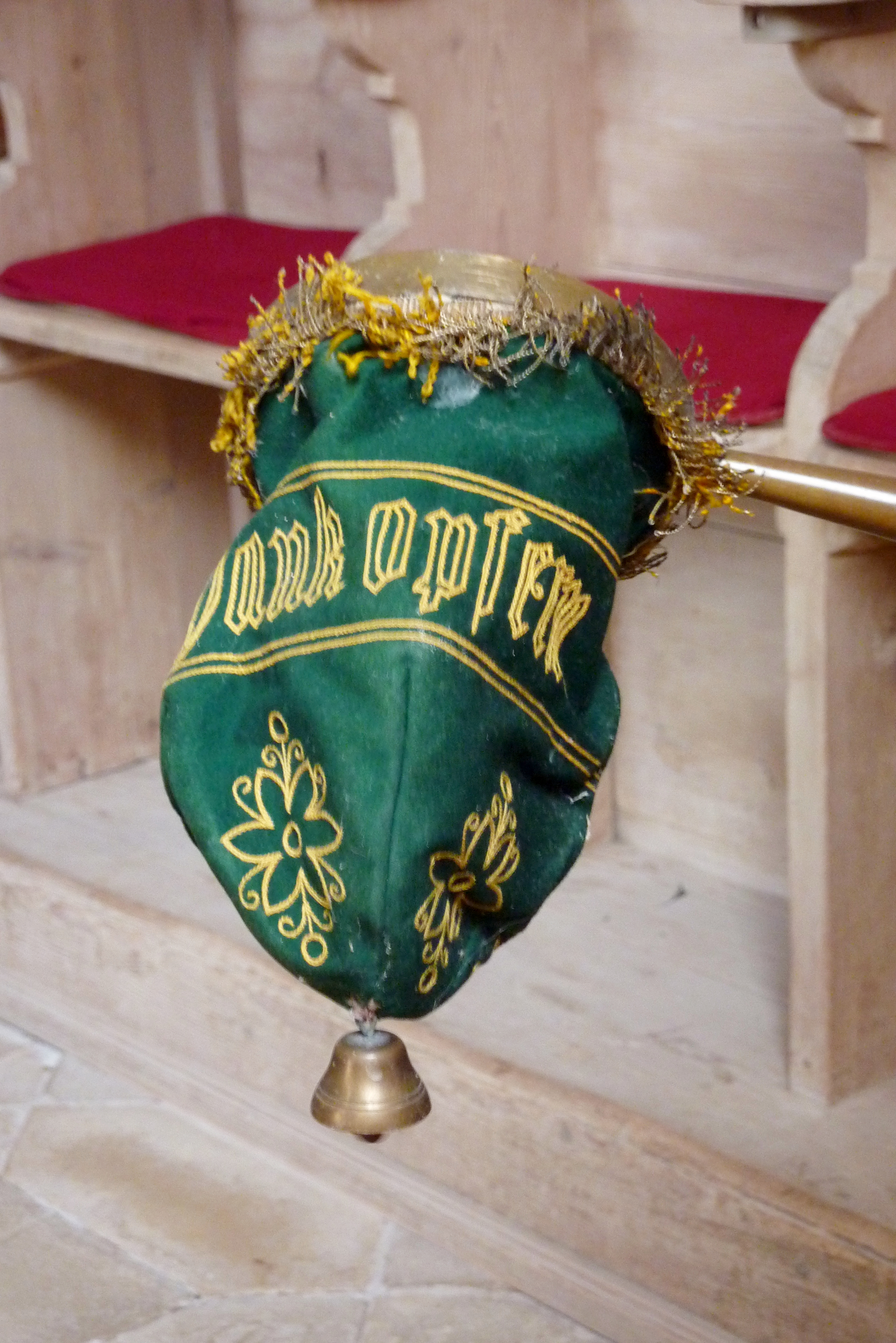
Klingelbeutel

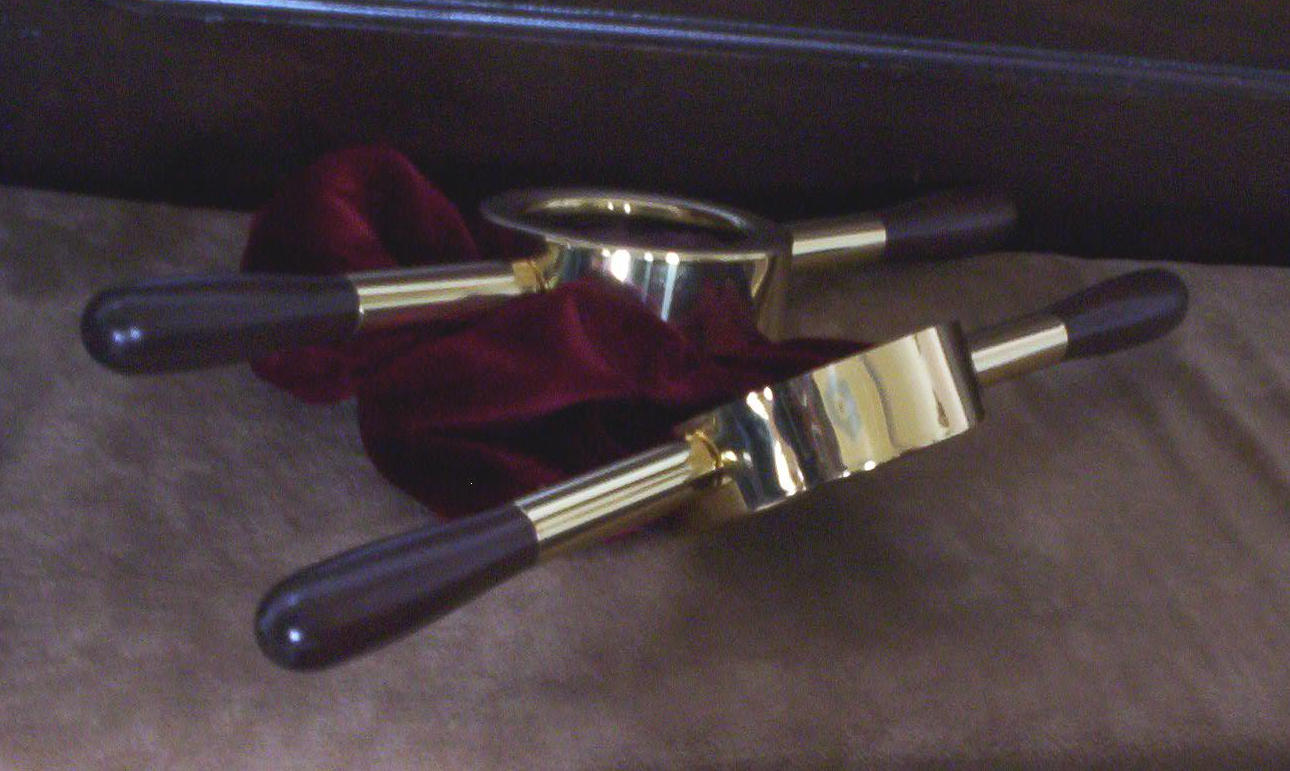
Moderne Klingelbeutel einer protestantischen Gemeinde

Klingelbeutel sind kleine, entweder an Handgriffen oder an langen Stäben befestigte, unten mit einem Glöckchen versehene Beutel, die beim Gottesdienst zur Aufnahme von Geldopfern (Kollekte) meist von einem Kirchenvorsteher, Mesner oder Ministranten herumgereicht werden.

## Geschichte
Die Kollekte war schon immer eine von mehreren Einnahmequellen der Kirchen. So listet das Wittenbergsche Wochenblatt vom 22. Dezember 1775 neben dem „Erbzins; Zins von ausgeliehenen Kapitalien; Verehrung; Auflage bey Kindstaufen und Hochzeiten; Strafgelder und Insgemein“ auch den „Klingelbeutel“ auf.
Die Verwendung von Klingelbeuteln stand immer wieder in der Kritik. So beschloss 1873 der Prager Stadtrat,
„…daß dem unschicklichen Absammeln in der Kirche ein Riegel vorgeschoben werde. Er [der Stadtrat] erklärt nämlich, daß es eine Störung der Andacht sein, wenn man den Betenden in der Kirche unter der Nase mit dem Klingelbeutel herumfuchtelt, und hat diese Profanation des Gotteshauses in allen Kirchen abgestellt.“
Vor der Einführung der Kirchensteuer (in Deutschland mit der Weimarer Republik) war das Personal der Kirchen, insbesondere der Küster, auf die Kollekte angewiesen. In zahllosen Berichten ist vom Betrug an der Kirche die Rede, wenn Gläubige statt Geldmünzen Knöpfe in den Klingelbeutel warfen:
„Als der Küster wieder mit dem Beutel ging, hielt der Bauer Martin die Faust über denselben und ließ etwas aus derselben herabfallen, was nicht nach Geld klang. Richtig fand der Küster wieder einen Knopf.“

## Ausführungen

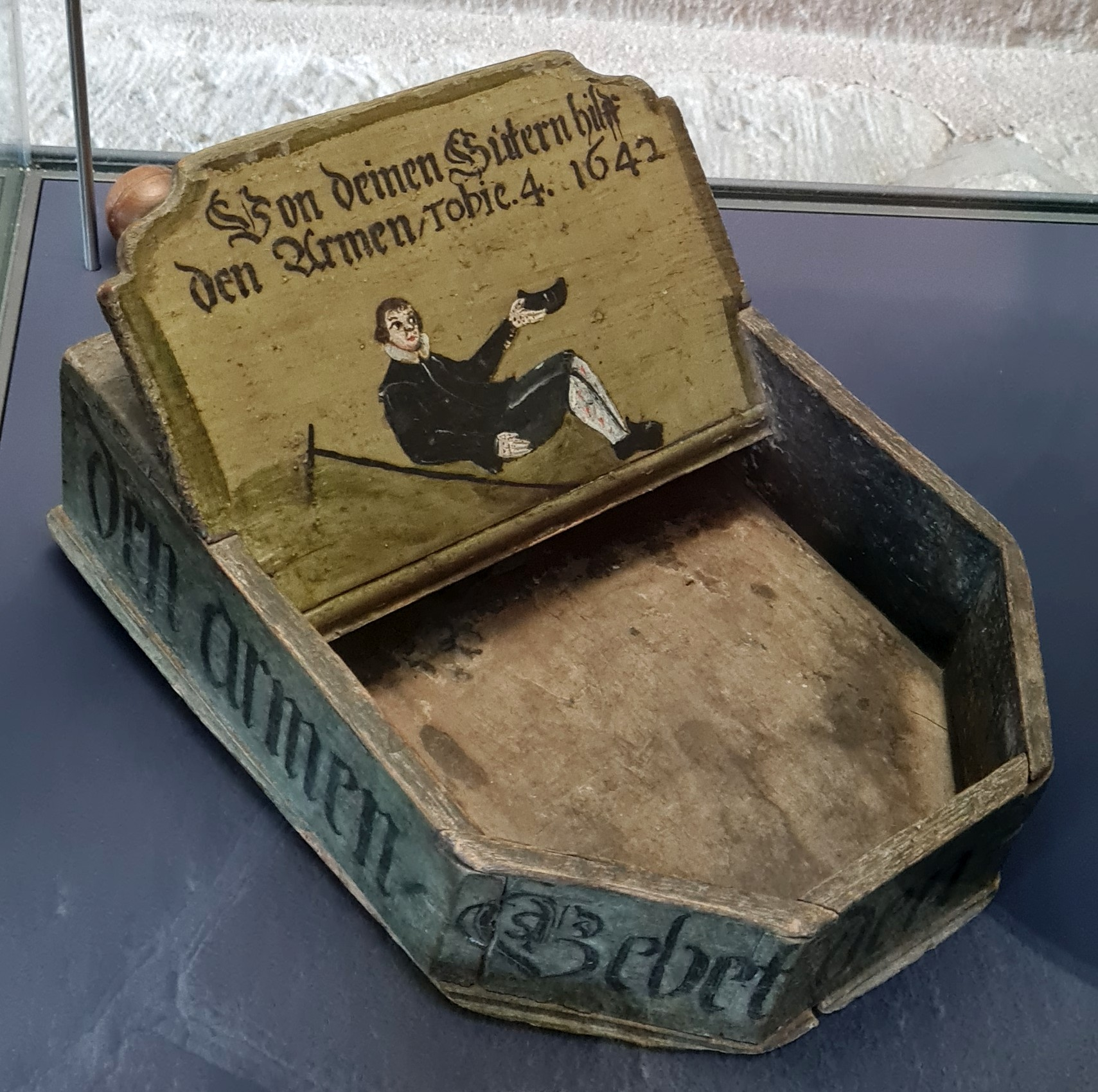
Almosenbrett (1642)

Üblicherweise besteht ein Klingelbeutel aus einem Ring (Metall oder Holz), über den die obere Öffnung eines Stoffbeutels so gezogen ist, dass er offen gehalten wird und das Geld leicht hineingeworfen werden kann. Der Stoffbeutel besteht häufig aus Samt, ist mit Stickerei verziert. Am unteren Ende befindet sich mitunter eine kleine Glocke, an deren Klang zu erkennen ist, wo sich der Beutel gerade befindet. Der Klingelbeutel ist entweder an einer langen Stange befestigt und wird so vom Küster oder Ministrant den Gläubigen gereicht, oder er besitzt zwei gegenüberliegende, kurze Handgriffe, womit das Weiterreichen unter den Messbesuchern ermöglicht wird.
Manche Kirchen haben statt des Klingelbeutels oder zusätzlich zu ihm Sammeldosen am Ausgang; einige pflegen die Tradition des Altarumgangs, bei der die Gemeinde das Opfer in eine Schale hinter dem Altar legt. Im engen Sinne sind aber Schalen, Sammeldosen, Kollektenteller, Kollektenkörbe, Opferschüsseln  und Bedel keine Klingelbeutel, sie erfüllen lediglich denselben Zweck. Sie sind folglich nur Sonderformen des Klingelbeutels in ihrer Funktion.
Ein Bedel (auch u. a.: Almosenbrett, Armenbrett, Bettelbrett, Sammelbrett, Almosenschaufel) ist ein kunstvoll angefertigtes Holzgefäß mit einem offenen Kästchen am Ende zum Sammeln der Spenden von der stehenden oder sitzenden Kirchengemeinde. Zur Verzierung der Bedel wurden in der späten Gotik auch Arbeiten der Goldschmiedekunst eingearbeitet. Das Verbreitungsgebiet der Bedel ist vor allem der Ostseeraum.

## Digitaler Klingelbeutel

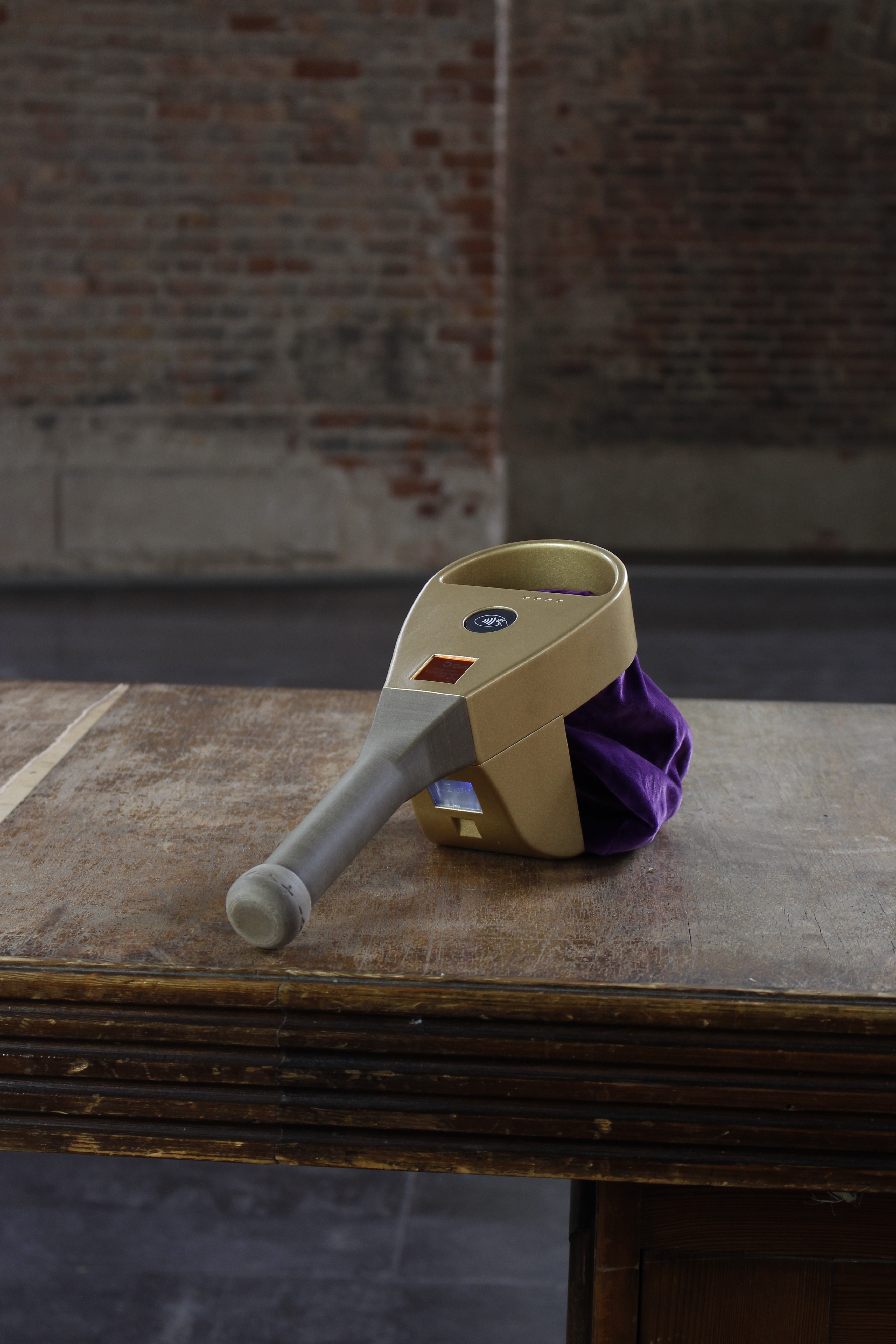
Digitaler Klingelbeutel auf Altar

Im Sommer 2018 meldete die Evangelische Kirche Berlin-Brandenburg-schlesische Oberlausitz den Digitalen Klingelbeutel zum Patent an. Dieser besitzt ein Display und ermöglicht neben dem traditionellen Bargeldeinwurf in den Stoffbeutel auch eine Kartenzahlung ohne eine PIN-Eingabe. Seit April 2020 ist in Berliner Gemeinden das Geben der Kollekte per Smartphone-App möglich. Die Einführung der sogenannten Digitalen Kollekte wurde durch eine Änderung des Kirchenrechts möglich.